# Olga Lanner
Olga Maria Lanner, född 1 september 1884 i Karlstad, död 26 juli 1961 i Stockholm, var en svensk skulptör med särskild betydelse för utvecklingen av svensk metallkonst.
Hon var dotter till grosshandlaren Axel Maurits Lanner och Lina Andersson samt syster till Pontus Lanner. Olga Lanner tycks tidigt ha kommit i kontakt med konsthantverkare i kretsen kring Rackstadsgruppen i trakten av Arvika, där hon var bosatt en period. Olga Lanner sökte sig redan som 19-åring till Tekniska skolan i Stockholm, där hon var elev 1903–1906. Hennes utbildning fortsatte med resor i Tyskland, Frankrike och Italien. Väl hemkommen deltog hon med arbeten vid Konstindustriutställningen 1909, Baltiska utställningen i Malmö 1914 samt världsutställningen i San Francisco 1915.
Under perioden 1914–1918 drev Olga Lanner framgångsrikt sitt eget företag Smideskonst på Mäster Samuelsgatan i Stockholm, en ateljé som periodvis hade närmare 30 anställda. Hennes främsta offentliga uppdrag kom att bli smidesarbeten i silver och andra metaller för Engelbrektskyrkan i Stockholm, invigd 1914. Bland de föremål hon formgav och tillverkade var kyrkans altaruppsats med sju smidda silversköldar, som ursprungligen även dolde armaturer. Detta blev kanske Lanners mest särpräglade bidrag till jugendperiodens smideskonst. 
I uppdraget för Engelbrektskyrkan kom hon även att samarbeta med en av Rackstadsgruppens främsta hantverkare, mästersmeden Petter Andersson (1857–1936). Han kallades Petter på Myra och skulle smida de av Lanner ritade altarringens fyra nioarmade golvkandelabrar i järnsmide med detaljer i mässing och glas. Samarbetet med Petter på Myra går att belägga från 1911 då hon på Stora Arvika-utställningen 1911 visade ljusstakar smidda av mästersmeden. Vid samma tillfälle ställde hon ut ”kattlampetter, julgranstake, gåslisastake, camoleontstake samt smycken i koppar och silver utförda i egen verkstad”.
Efter det att hennes ateljé Smideskonst på Mäster Samuelsgatan stängt 1918 bodde Lanner ändå kvar här fram till sin död 1961. Fokus i hennes konstnärliga verksamhet blev med tiden alltmer inriktat på måleri och skulptur. Hennes ateljé drabbades av en brand 1945 varvid den för gjutningen just färdiga ryttarstatyetten Stenbocks kurir blev totalförstörd. Lanners mycket originella hem finns för övrigt skildrat i ord och bild av Per Wästberg och Lennart af Petersens i boken Klara (1957), där hon själv beskrivs som ett stort original.
Som målare debuterade hon i en utställning på Konstnärshuset 1938. Bland hennes verk märks bland annat belysningsarmatur i Engelbrektskyrkans kor, figur och porträttskulpturer för kraftverken i Trollhättan, Älvkarleby och Porjus.
Lanner är representerad på Nationalmuseum i Stockholm, Göteborgs konstmuseum och Hallwylska museet samt i utländska museer. Hon är begravd på Västra kyrkogården i Karlstad.